# Maria Theresa de Austria-Este (1773-1832)
Maria Theresa de Austria-Este (Maria Theresia Josefa Johanna; 1 noiembrie 1773 – 29 martie 1832) a fost arhiducesă de Austria și prințesă de Modena. A fost regină a Sardiniei ca soție a lui Victor Emanuel I al Sardiniei.

## Biografie
S-a născut la palatul regal din Milano ca fiica cea mare a Arhiducelui Ferdinand de Austria, guvernator al Milano și fiu al împărătesei Maria Tereza a Austriei. Mama ei a fost Maria Beatrice Ricciarda d'Este, moștenitoarea ducatului de Modena.
Maria Theresa s-a căsătorit la 25 aprilie 1789 la vârsta de 15 ani cu Prințul Victor Emanuel în vârstă de 29 de ani, viitorul rege Victor Emanuel I. Relația lui a fost una fericită.
Ea a fost prietenă apropiată cu Marie Clotilde a Franței, soția Prințului Carol Emanuel de Piemont. De asemenea, a fost prietenă cu Ducesa de Chablais. La momentul căsătoriei soțul ei era Duce de Aosta. Cuplul a avut șase fiice și un fiu, care a murit de tânăr. După invazia Savoiei de către Napoleon în 1798, împreună cu familia a plecat în Toscana, apoi în Sardinia.